# Mark-Paul Gosselaar
Mark-Paul Harry Gosselaar (* 1. března 1974, Los Angeles, Kalifornie, Spojené státy americké) je americký herec. Nejvíce se proslavil rolemi v seriálech Saved by the Bell, Policie New York, Raising the Bar, Franklin a Bash. V roce 2016 hrál jednu z hlavních rolí v seriálu stanice Fox Vysněná meta.

## Životopis
Narodil se v Panorama City v Kalifornii. Je synem Pauly (van den Brink) a Hanse Gosselaara. Má nizozemské a německé kořeny po otci a indonéské a nizozemské kořeny po matce, která pochází z Bali v Indonésii. Jeho prarodiče Hertog a Hester byli zabiti ve vyhlazovacím táboře Sobibor během Holokaustu. Jeden čas mluvil plynně nizozemsky (jeho starší sourozenci se v Nizozemsku narodili). Později se jeho rodiče rozvedli.
Jeho matka mu dělala manažerku, už v 5 letech začal s modelingem. Jako dítě se objevil v reklamě na sušenky Oreo a v reklamě na produkty k seriálu Šmoulové. Navštěvoval střední školu Hart High School.

## Kariéra
Do povědomí publika se dostal s rolí Zacka Morrise v televizním komediálním seriálu Saved by the Bell, který vysílala stanice NBC během let 1989–1993. Roli si zopakovala ve spin-offech seriálu Saved by the Bell: The College Years a Konečně zazvonilo, nová třída. V roce 1996 si zahrál v televizním filmu She Cried No. V roce 1998 si zahrál ve filmu Mrtvý na univerzitě a získal roli v televizním dramatu Hyperion Bay, který se vysílal pouze jednu sezónu. V roce 2001 si zahrál s Marisol Nicholas ve filmu Princezna a námořník. Od roku 2001 do roku 2005 hrál detektiva Johna Clarka v seriálu stanice ABC Policie New York. Poté, co seriál skončil byl obsazen do seriálu První prezidentka, který se vysílal pouze jednu sérii. Vedlejší roli Jerryho Kellermana získal v seriálu Raising the Bar, který měl premiéru 1. září 2008 na stanici TNT.
V říjnu 2009 si zahrál v mimo-broadwayském hry Theresy Rebeck The Understudy se společností The Roundabout Theatre Company. Hra se v New Yorku hrála do 17. letna 2010.
V březnu 2010 začal natáčet seriál Franklin a Bash. Seriál měl premiéru 1. června 2011. Seriál byl zrušen po čtyřech sériích. Jako Mitch se objevil v seriálu stanice NBC Popravdě řečeno. V únoru 2016 byl obsazen do role Mike Lawsona, týmové kapitána, ve foxovském dramatu Vysněná meta, který měl premiéru 22. září 2016.

## Osobní život
V době kdy hrál v seriálu Saved by the Bell, chodil se třemi herečkami ze seriálu Lark Voorhies, Tiffani Thiessen a Elizabeth Berkley. V roce 1996 se oženil s bývalou modelkou Lisou Ann Russell. Spolu mají dvě děti: syna Michaela Charlese(narozený 2004) a dceru Avu Lorenn (narozena 2006). Po čtrnácti letech se rozvedli.
V srpnu 2011 se zasnoubil s Catrionou McGinn. Vzali se 28. července 2012 ve vinárně v Santa Ynez v Kalifornii. Spolu mají syna Dekkera (narozen 2013) a dceru Lachlyn (narozena 2015).

## Filmografie
| Rok  | Název                  | Role               | Poznámky |
| ---- | ---------------------- | ------------------ | -------- |
| 1993 | Bílí vlci              | Scott James        |          |
| 1994 | The St. Tammany Mircle | Carl               |          |
| 1995 | Twisted Love           | D.J.               |          |
| 1996 | Specimen               | Mike Hillary       |          |
| 1996 | Sticks & Stones        | Dale               |          |
| 1996 | Padělek                | Paco / Danny       |          |
| 1998 | Mrtvý na univerzitě    | Cooper Fredirikson |          |
| 2001 | Beer Money             | Tim                |          |
| 2015 | Linka č. 657           | Marconi            |          |
| 2016 | Nebezpečný náklad      | Jack               |          |

| Role       | Název                                     | Role                          | Poznámky                                 |
| ---------- | ----------------------------------------- | ----------------------------- | ---------------------------------------- |
| 1986       | Highway to Heaven                         | Rolf Baldt                    | díl: „The Torch“                         |
| 1986       | Stingray                                  | Eric Murray                   | díl: „Below The Line“                    |
| 1986       | Pásmo soumraku                            | Tim Conrad                    | díl: „What Are Friends For?“             |
| 1988       | Necessary Parties                         | Chris Mills                   | TV film                                  |
| 1988       | Báječná léta                              | Brad Gaines                   | díl: „Školní večírek“                    |
| 1988       | Punky Brewster                            | Walker Wimbley                | díl: „One Plus Tutor Is Three“           |
| 1988       | Charles in Charge                         | Philip                        | díl: „Runaround Charles“                 |
| 1988–89    | Good Morning, Miss Bliss                  | Zack Morris                   | Hlavní role, 13 dílů                     |
| 1989–93    | Saved by the Bell                         | Zack Morris                   | Hlavní role, 86 dílů                     |
| 1990       | Murphy Brown                              | Wes                           | díl: „I Want My FYI“                     |
| 1992       | Za pět minut dvanáct: Havajský styl       | Zack Morris                   | TV film                                  |
| 1992       | Kvítko                                    | Kevin                         | díl: „Losing Your... Religion“           |
| 1993–94    | Saved by the Bell: The College Years      | Zack Morris                   | Hlavní role, 19 dílů                     |
| 1994       | Pro lásku k Nancy                         | Tommy Walsh                   | TV film                                  |
| 1994       | Za pět minut dvanáct: Svatba v Las Vegas  | Zack Morris                   | TV film                                  |
| 1994       | Konečně zazvonilo, nová třída             | Zack Morris                   | díl: „Goodbye Bayside“                   |
| 1996       | Bratři z divočiny                         | Hiram Holcomb                 | TV film                                  |
| 1996       | She Cried No                              | Scott Baker                   | TV film                                  |
| 1997       | Za každou cenu                            | Steven Tyler                  | TV film                                  |
| 1997       | Útěk domů                                 | Chris                         | TV film                                  |
| 1998–99    | Hyperion Bay                              | Dennis Sweeny                 | Hlavní role, 17 dílů                     |
| 2000       | D.C.                                      | Pete Komisky                  | Hlavní role, 7 dílů                      |
| 2001       | Princezna a námořník                      | Jason Johnson                 | TV film                                  |
| 2001       | Beer Money                                | Tim Maroon                    | TV film                                  |
| 2001       | Zákon a pořádek: Útvar pro zvláštní oběti | Wesley Jansen / Peter Ivanhoe | díl: „Oběť“                              |
| 2001–05    | Policie New York                          | Detektiv John Clark, Jr.      | Hlavní role, 76 dílů                     |
| 2002       | Alikes                                    |                               |                                          |
| 2002       | Atomové tornádo                           | Jake Hannah                   | TV film                                  |
| 2002       | Hitched                                   | Michael                       | Neprodaný pilot                          |
| 2005       | Tam někde                                 | John Moffet                   | 2 díly                                   |
| 2005–06    | První prezidentka                         | Richard 'Dickie' McDonald     | Vedlejší role, 10 dílů                   |
| 2006       | Záhadný dům                               | Kim                           | TV film                                  |
| 2007       | Law Dogs                                  | Evan Marlowe                  | Neprodaný pilot                          |
| 2007       | John ze Cincinnati                        | Jake Ferris                   | 3 díly                                   |
| 2008, 2018 | Robot Chicken                             | Zack Morris (hlas)            | díly: „Boo Cocky“ a „Ext. Forest – Day“  |
| 2008–09    | Raising the Bar                           | Jerry Kellerman               | Hlavní role, 25 dílů                     |
| 2010       | Rizzoli a Isles: Vraždy na pitevně        | Garrett Fairfield             | díl: „Rychlé prachy“                     |
| 2010       | Tráva                                     | Jack                          | díl: „Něžná štěňata“                     |
| 2011–14    | Franklin a Bash                           | Peter Bash                    | Hlavní role, 40 dílů                     |
| 2011       | Vánoční rande                             | Miles                         | TV film                                  |
| 2012       | Mrcha od vedle                            | Sám sebe                      | díl: „A Reunion“                         |
| 2013       | Muži sobě                                 | Tim                           | díl: „Weekend at PJ's“                   |
| 2013       | Šťastní až do smrti                       | Chase                         | díly: „The Ex Factor“ a „Un-sabotagable“ |
| 2014       | Flipping Out                              | Sám sebe                      | díl: „Due Date“                          |
| 2014–15    | Kriminálka Las Vegas                      | Jared Briscoe / Paul Winthrop | Vedlejší role, 4 díly                    |
| 2015       | Truth Be Told                             | Mitch                         | hlavní role, 10 dílů                     |
| 2016       | Vysněná meta                              | Mark Lawson                   | hlavní role, 10 dílů                     |
| 2016       | Dinner at Tiffani's                       | Sám sebe                      | díl: „Christmas at Tiffani's“            |
| 2016       | Celebrity Name Game                       | Sám sebe                      |                                          |
| 2018       | Nobodies                                  | Sám sebe                      | hlavní role, 12 dílů                     |
| 2019       | Smrtící virus                             | Brad Wolgast                  | hlavní role, 10 dílů                     |
| 2019–21    | Mixed-ish                                 | Paul Jackson                  | hlavní role                              |